# Moscova
La Moscòva (in russo Москва́?, Moskvá; comunemente detta Москва́-река́, Moskvá-reká, letteralmente "Mosca-fiume", per distinguerla dalla città omonima) è un fiume della Russia europea centrale (oblast' di Mosca e quello di Smolensk), affluente di sinistra della Oka (bacino idrografico del Volga).

## Descrizione
La Moscova attraversa con ben 3 anse la città di Mosca e in corrispondenza di una di queste il fiume si biforca nel canale Vodootvodnyj, creato alla fine del XVIII secolo per proteggere la città dalle inondazioni. Il fiume ha origine sull'altopiano di Smolensk-Mosca e sfocia nell'Oka presso Kolomna. Il dislivello totale dalla sorgente alla foce è di 155,5 m. I maggiori affluenti sono: Ruza (lungo 145 km) e Istra (113 km) provenienti dalla sinistra idrografica, Pachra (135 km) dalla destra). Le acque del fiume sono ampiamente utilizzate per l'approvvigionamento idrico della città di Mosca. Il fiume ha una lunghezza di 473 km. L'area del suo bacino è di 17 600 km².
Nell'alto corso il fiume scorre tra colline moreniche; il corso del fiume è veloce, il fondo è sabbioso. La larghezza nel corso superiore è di 2-15 m poi entra in un'ampia pianura alluvionale e sfocia nel bacino idrico di Možaisk, dopo il quale le rive del fiume diventano ripide tra strati di calcare. Sulle rive del fiume nel medio corso ci sono principalmente foreste miste. Vicino a Zvenigorod la larghezza del fiume raggiunge i 65 m. A sud di Zvenigorod, la valle del fiume continua tra argille giurassiche, le sponde sono più inclinate, i processi di frana sono frequenti.
Il fiume entra nella città di Mosca nel nord-ovest e lascia la città a sud-est. La sua lunghezza all'interno della città è di 80 km. La larghezza del fiume all'interno della città varia da 120 a 200 m, dalla parte più stretta vicino al Cremlino a quella più larga vicino a Lužniki. La profondità nelle aree a nord di Mosca è fino a 3 m, a sud di Mosca raggiunge i 6 m, in alcuni punti (sopra il complesso idroelettrico Perervinskij) fino a 14 metri. A sud di Mosca, la valle del fiume si espande in modo significativo, nella pianura alluvionale compaiono numerose lanche, i prati allagati sono diffusi. In prossimità della foce, la larghezza raggiunge i 200 m.
Il fiume gela da novembre-dicembre, sino alla fine di marzo-aprile. A causa dello scarico di acque calde all'interno della città di Mosca, la temperatura dell'acqua in inverno al centro è di 6 °C superiore a quella della periferia e il congelamento è instabile.
Legato al nome del fiume è quello della battaglia della Moscova (o Borodino) del 1812.